# Lindleyana; Scientific Journal of the American Orchid Society
Lindleyana; Scientific Journal of the American Orchid Society (abreviado Lindleyana) es una revista con ilustraciones y descripciones botánicas que es editada por American Orchid Society. Se publica desde el año 1986 en West Palm Beach.